# Operazione Skye
Operazione Skye è il nome in codice di un'operazione militare, parte della più ampia operazione Fortitude, svoltasi durante la seconda guerra mondiale.
Tale operazione consisteva nello sviare il servizio segreto tedesco facendo credere imminente all'Alto comando tedesco l'invasione della Norvegia da parte di una fantomatica 4ª Armata britannica. Per questo i media inglesi cooperarono attivamente a questo inganno trasmettendo falsi risultati di calcio e falsi annunci di nozze da parte di truppe inesistenti.
Per prevenire questa invasione i tedeschi decisero di impiegare 17 divisioni, che distolsero dal fronte principale in Francia.
L'Operazione Skye comprendeva anche l'Operazione Lombard.